# Sinolestes editus
Sinolestes editus – gatunek ważki z rodziny Synlestidae; jedyny przedstawiciel rodzaju Sinolestes. Występuje w Chinach, Wietnamie i na Tajwanie.